# Diskotek
Et diskotek (også kaldet natklub eller blot klub) er et sted hvor en disc jockey spiller musik, oftest med lys- og røgeffekter. Et diskotek svarer til en dansebar eller et spillested, men på diskoteker bruges der oftest DJ til at afvikle musikken. Det kan bl.a. være genre som dance, hiphop, techno, pop og rock.
Betegnelsen blev første gang anvendt i Frankrig, hvor man i 1950'erne begyndte at indrette danselokaler udelukkende med afspilning af grammofonmusik (discothèques). Herfra bredte fænomenet sig i 1960'erne til det øvrige Europa og USA. Karakteristisk for 1960'ernes diskoteksstil var bl.a. go-go-danserinder, spejle, stroboskoplys og farvede spotlights. Det første annoncerede diskotek i Danmark var Geels Kro ved Holte nord for København (1966), og senere fulgte bl.a. (i København) Pussycat og Club 6. I provinsen kom diskotek Riverside til Holstebro I 1967. 
Filmen Saturday Night Fever (1977) med John Travolta i hovedrollen stabiliserede diskotekernes popularitet, og man udbyggede i den efterfølgende periode dansegulvets størrelse og højtalerkapaciteten, øgede antallet af lyseffekter og udstyrede stederne som glamourøse natklubber. Siden 1990'erne har man i stadig højere grad søgt at målrette diskotekerne efter bestemte publikumsgrupper med differentieret musikudbud, fx 1960'er-musik, dance, hiphop og techno.
Diskoteker er kendt for at have et ungt og energisk publikum. På diskotekerne bliver der oftest serveret alkohol. På de fleste diskoteker skal publikum være mindst 18 år, men på visse afholdes der begivenheder, hvor også yngre personer kan komme ind. Diskotekerne må ikke servere alkohol til unge under 18 år, og når der er adgang for yngre personer, omtales det ofte som "sodavandsdiskotek".
Blandt danske diskotekskæder kan Den Glade Viking, Buddy Holly og Crazy Daisy nævnes. Andre kendte diskoteker i Danmark er bl.a. Krasnapolsky, NASA og Rust. Jomfru Ane Gade i Aalborg er Danmarks længste restaurationsgade og landets mest koncentrerede restaurations- og diskoteksmiljø.

## Mobildiskotek
Et mobildiskotek er i princippet det samme som et rullende diskotek, som består lyd- og lysudstyr mm. der kan kan transporteres rundt mellem steder, hvor den mobile DJ er booket til at spille. Det kan f.eks. være til en skolefest, fødselsdag bryllup, konfirmation, firmafest eller julefrokost.
Rullende diskotek er den korrekte danske betegnelse for et mobildiskotek, ordet mobildiskotek er den direkte oversættelse af det engelske ord mobile discotheque.
Et mobildiskotek består lyd- og lysudstyr mm. der kan kan transporteres rundt mellem steder, hvor den mobile DJ er booket til at spille. Det kan f.eks. være til en skolefest, firmafest eller privatfester.